# Дехвири
Дехвири (груз. დეხვირი) — село в Грузии, на территории Цагерского муниципалитета края (мхаре) Рача-Лечхуми и Нижняя Сванетия.

## География
Село находится в северной части Грузии, на левом берегу реки Цхенисцкали, на расстоянии приблизительно 1 километра (по прямой) к югу от города Цагери, административного центра муниципалитета. Абсолютная высота — 749 метров над уровнем моря.

## Население
По результатам официальной переписи населения 2014 года, в Дехвири проживало 179 человек (88 мужчин и 91 женщина). В национальной структуре населения грузины составляли 100 %.
| Год  | Население, человек |
| ---- | ------------------ |
| 2002 | 262                |
| 2014 | ↘ 179              |